# Adolphe-Marie Gubler
Adolphe-Marie Gubler (Metz, 5 de abril de 1821-Lamalgue, Provenza-Alpes-Costa Azul; 20 de abril de 1879) fue un médico francés.

## Biografía
Adolphe Gubler nació en Metz en abril de 1821, ciudad donde realizó sus estudios primarios y secundarios. Se trasladó a París para cursar la carrera de medicina. En 1844 obtuvo la plaza de interno. Fue alumno del gran clínico Armand Trousseau y también estuvo muy influido por Pierre François Rayer.  Se doctoró en 1849 con la tesis Des glandes de Méry (Cooper) et de leurs maladies chez l'homme.
Fue médico de varios hospitales civiles de París y obtuvo en 1853 la agregación con la tesis Théorie la plus rationelle de la cirrhose. Fue profesor de la Facultad de Medicina de París desde 1858 y sustituyó a Germain Sée en la cátedra de materia médica y terapéutica en 1868 cuando este pasó a ocupar la de clínica médica.
Víctima de una enfermedad crónica se trasladó a la ribera mediterránea donde estudió la geología de las islas Lérins así como su fitología. En 1869 se instaló en Lamalgue.
Fue premiado por la Académie des Sciences en 1852 y 1875, y de la Société de Biologie recibió el premio Godard. Ocupó la vicepresidencia de esta última y la de la Société Botanique de France en 1862 y 1866. Fue elegido miembro de la Académie de médecine en la sección de terapéutica e historia natural en 1865.
Publicó más de medio centenar de trabajos en forma de libros, folletos y artículos relativos a temas como anatomía, fisiología, patología, química aplicada a la patología, botánica médica y, especialmente, sobre terapéutica y farmacología.
Murió a consecuencia de un cáncer de estómago en Lamalgue, cerca de Toulon, el 20 de abril de 1879. El funeral se celebró el 26 del mismo mes en la iglesia de san Roque de París y al mismo asistieron personalidades como los profesores Vulpian (decano de la Facultad de Medicina), Richet (presidente de la Académie de médecine), Broca, Bergeron y Bouley, entre otros. Su fallecimiento sio lugar a la publicación de necrológicas en revistas médicas como Union Médicale, Tribune Médicale, Archives génerales de médecine, Gazette hebdomadaire, Lyon médicale, etc.